# Akane (クラリネット奏者)
Akane（あかね、本名: 須田 朱音〈すだ あかね〉、1997年6月14日 - ）は、日本のポップスクラリネット奏者。神奈川県相模原市出身。身長157cm。血液型はO型。
インフルエンサー事務所RPGエンターテイメント、およびライバー事務所RISEと業務提携。レーベルはディスクユニオン系列のPlaywright。
「心に寄り添いエールを届ける」を活動テーマに掲げ、アーティストとして活動。ポップス・ジャズをメインとしたバンド形式でのクラリネット演奏を行い楽曲をリリースしている。
「Pococha」のライバーでもあり、クラリネット演奏の配信ライブを行う。TikTokおよびYouTubeではクラリネット演奏の動画を投稿。ファンネームは「あかねこ団」。「Clarinet Guild FANTASIA～幻奏～」のメンバー。その他、スタジオ・ミュージシャン、クラリネット講師としても活動。

## 来歴

### 学生時代（吹奏楽・クラシック）
中学校で吹奏楽部に入部しクラリネット演奏を始める。講師として中学校に来ていたクラリネット奏者の川村愼敬より基礎を教わり「歌心がある」と評され、音大を志す。東海大学菅生高等学校では吹奏楽部の副部長を務める。国立音楽大学に進学し、2021年3月に同大卒業。2019年7月 第一回ロス・グル青少年国際コンクールにて第一位受賞。

### TikToker、Youtuberとしての活動
大学在学中から、東京の吹奏楽部や吹奏楽団のクラリネット指導を行う。一方で、サックス奏者・ROOOOMS初期メンバー千野哲太が設立した音大生コミュニティJAMCAの音大生歓迎イベントを通じて、ライブ配信やYouTube投稿を行っている同世代の音楽家達の存在を知る。これがきっかけで、大学3年生の時、クラリネット奏者としては他に先駆けてTikTok動画投稿を開始。その後YouTubeでの動画投稿も開始。大学卒業時にはTikTokの登録者数が10万人を超え、クラリネット奏者の新たな活動の場を開拓。2024年6月4日時点現在、TikTokとYouTubeのフォロワー数の合計は21.7万人。

### 音楽家としての活動
大学卒業後は吹奏楽指導や個人レッスンおよび動画投稿を継続。その一方で「心に寄り添いエールを届ける」を活動テーマに掲げ、クラリネット演奏の配信ライブ、ポップスのバンド編成でのオリジナル楽曲制作およびライブ、サポートミュージシャンとしてのレコーディング参加やライブ演奏など、リアルとオンラインの両軸で活動。またAkane名義での活動以外にもグループ活動を行っている（「Clarinet Guild FANTASIA～幻奏～」2022年4月22日より始動、「ROOOOMS」2024年2月19日より参加、2025年2月4日活動休止により脱退）。2024年8月、全国の楽器店員の投票により「今、世に広めたいイチ押しプレイヤー」として楽器店大賞2024クラリネット奏者部門のノミネートプレイヤーに選出。

#### ライブ活動
フルート奏者arisaのライブ鑑賞を機に、ポップスのバンドスタイルでのクラリネット演奏を始める。ところが初のライブでは集客ができず、新規ファン獲得のためLINE LIVEの配信ライブを開始。2023年3月のLINE LIVEのサービス終了に伴いPocochaに移り、週4回ほどのペースで配信ライブを開催している。出演したワンマンライブおよびイベントライブの詳細は「ライブ・演奏イベント出演」の章を参照。

#### 楽曲制作
サックス&クラリネット奏者辻本美博がAkaneの存在をTikTok配信で知った事がきっかけで、2022年2月5日、同氏主宰の「東京クラリネットフェスティバル」に参加。その後、辻本が演奏家をサポートするために発足したプロジェクト「BASE for the ARTIST」の第一号となる。Playwrightレーベルより2022年8月3日、初のオリジナル楽曲「Bright tone」をリリースする。2024年6月5日に1stアルバム「Cheer Up」をリリース。iTunesのジャズアルバムランキング1位を獲得、総合アルバムデイリーランキング30位にランクインすると共に「Bright tone」がApple Musicの公式プレイリスト「ジャズシーン：日本」100曲、およびSpotify公式プレイリスト「Modern Jazz Japan」50曲に選出。上記を含めたリリース曲の配信サービス公式プレイリストへの選出歴は「ディスコグラフィー」を参照。

## 人物・エピソード
- 神奈川県相模原市で生まれたのち、中学生の時に東京都青梅市へ移住している。妹がいる。身長は157cm。
- 音楽を始めたのは幼稚園の年長で、エレクトーンを中学2年生まで続けていた。
- 真面目な性格。本人曰く「頭が固いところもある」「堅物クソ真面目」。
- 大のアニメ好き。小学校の頃の将来の夢は漫画家だった。TikTokおよびYouTubeへの動画投稿ではアニメソングが多く、「銀魂」、「進撃の巨人」などのアニメソングの演奏動画ではコスプレを披露している。
- 特技は水泳。
- 好物はサーモンのお寿司。苦手な食べ物はフルーツ全般。
- 好きなもの：ミュージシャンは「ゴールデンボンバー」、「Calmera」。作曲家はチャイコフスキー。キャラクターはプーさん。俳優は神木隆之介。アイドルはZOCの藍染カレン。Youtuberはあやなん、エミリン、ヒカル、てんちむ。
- 座右の銘は「自分の心に素直に生きる」。

### 音楽活動関連
- 使用楽器
  - B♭菅：ビュッフェ・クランポン（Buffet Crampon）のトスカ（Toska）を高校一年生の冬より使用。愛称は「クラリス」。各パーツは以下（2023年2月時点）。
    - マウスピース：Vandoren B40
    - リード：RICO Grand concert select UNFILED（赤箱）3
    - リガチャー：エディー・ダニエルズ エクスプレッションズリガチャー ゴールド
    - バレル：管工房ゆかり オリジナルバレル

  - その他クラリネット：A管、プラスチック管、そしてエスクラリネット(E♭管)の計4管。
  - その他楽器：ウインドシンセサイザーClarii mini、ウィンドMIDIコントローラーNuRADを所持。
- 演奏可能なクラリネットの特殊楽器は、アルトクラリネット以外全て。
- 吹けるクラリネットの特殊奏法はグロウル、ポルタメント、フラッター、グリッサンド。
- レジェンドだと思うクラリネット奏者は、国内では北村英治。全時代・全世界で見るとベニー・グッドマン。
- クラリネットの魅力・好きな所は「素直な音や、明るくて優しい、温かい深みのある、周りを包み込むような音色。落ち込んだり、今を生きるのが苦しいと感じている、心が疲れた人に癒しを与えてくれる音。音量は大きくないものの、尖っていない、優しくて温かい音だからこそ人の心に入り込んでくる音。」。
- ポップスクラリネットの良さは「楽譜通りでなくて良い、縛りが少なく「こうやりたい」が許されるところ」。
- ポップスクラリネットの奏法はほぼ独学（音源が少ないため）。加えて、ジャズ・ポップスの基本については辻本美博から、ジャズのアドリブについてはクラリネット奏者の壱岐薫平から、即興演奏についてはチェロ奏者のヌビアから、それぞれレクチャーを受けた経験がある。
- 作曲家のMasaki.は、Bright toneをはじめAkane楽曲の多くの作曲や編曲を手掛ける他、ライブのバンドマスター、ワンマンライブの会場(本川越 音楽ピクニック広場RISM)の提供など、多方面で関わっている。
- クラリネット奏者としての目標は、ブルーノート東京でのソロライブ。そして、ファンを増やし、大規模の会場や全国ツアーで多くの人に応援するオリジナル曲を届けて、最終的には幸せな気持ちを連鎖させ「幸せの循環を作る」こと。

## ディスコグラフィー

### Akane名義

#### シングル
|     | 発売日        | タイトル      | 規格     | 規格品番 | 作曲 / 編曲     | 備考 |
| 1st | 2022年8月3日  | Bright tone   | デジタル | PWDL1081 | Masaki.         | iTunesジャズソングランキング4位                                                                                            |
| 2nd | 2024年5月1日  | Seize the day | デジタル | BFTADL1  | Akane / Masaki. | - アルバム「Cheer Up」先行配信 - iTunesジャズソングランキング2位                                                           |
| 3rd | 2025年7月11日 | Chamomile     | デジタル | -        | Abbey           | - ブラスロックインストバンド "The Folie Phantom"コラボ曲 (Akane & The Folie Phantom名義) - iTunesジャズソングランキング1位 |

#### アルバム
|     | 発売日       | タイトル | 規格          | 規格品番 | 収録曲 | 作曲 / 編曲                                                                                          | 備考                                                                   |
| 1st | 2024年6月5日 | Cheer Up | CD、 デジタル | BFTA-1   | 1. Bright tone 2. Seize the day 3. スターメイカー 4. 月明かり照らす夜に 5. First spring 6. 心丈夫、また会えるまで 7. Drive portion! | 1.Masaki. 2.Akane / Masaki. 3.ヌビア 4.松尾賢志郎 / Masaki. 5.Akane / Masaki. 6.Masaki. 7.中原みづき | - iTunesジャズアルバムランキング1位 - iTunesアルバム総合ランキング30位 |

### Clarinet Guild FANTASIA名義

#### EP
|     | 発売日        | タイトル                      | 規格          | 規格品番  | 収録曲 | 備考                                                          |
| 1st | 2022年8月28日 | 螺旋響鳴 〜Spiral formation〜 | CD、 デジタル | HATS-0007 | 1. 螺旋響鳴～Spiral formation～ 2. Shape of Justice 3. Greed -Another story 4. 螺旋響鳴～Spiral formation～ (Instrumental) | - amazonミュージック(CD) クラシック最新リリースランキング24位 |

### ROOOOMS名義

#### シングル
|      | 発売日         | タイトル               | 規格     | 規格品番 | 備考                                                      |
| 1st  | 2024年6月5日   | おかえり               | デジタル | -        | iTunes store ニューエイジ トップソング(日本) 3位          |
| 2nd  | 2024年6月8日   | 一歩進めば             | デジタル | -        | iTunes store インストゥルメンタル トップソング(日本) 3位  |
| 3rd  | 2024年6月9日   | Sky High               | デジタル | -        | iTunes store ニューエイジ トップソング(日本) 1位          |
| 4th  | 2024年7月1日   | RMS                    | デジタル | -        | iTunes store インストゥルメンタル トップソング(日本) 2位  |
| 5th  | 2024年11月16日 | ひとしずく             | デジタル | -        | iTunes Store ニューエイジ トップソング(日本) 3位          |
| 6th  | 2024年11月18日 | 青空ディベルティメント | デジタル | -        | iTunes Store インストゥルメンタル トップソング(日本) 15位 |
| 7th  | 2024年11月20日 | ポップコーン・パーティ | デジタル | -        | iTunes Store インストゥルメンタル トップソング(日本) 5位  |
| 8th  | 2024年11月21日 | ラララ 口ずさみながら  | デジタル | -        | iTunes Store ニューエイジ トップソング(日本) 5位          |
| 9th  | 2024年11月21日 | thanks to you          | デジタル | -        | iTunes Store ニューエイジ トップソング(日本) 4位          |
| 10th | 2024年11月25日 | life is beautiful      | デジタル | -        | iTunes store インストゥルメンタル トップソング(日本) 1位  |

#### EP
| アルバム・ | 発売日        | タイトル         | 規格 | 規格品番 | 収録曲                                       | 備考         |
| 1st        | 2024年6月16日 | いってらっしゃい | CD   | -        | 1. おかえり 2. 一歩進めば 3. Sky High 4. RMS | - 会場限定盤 |

#### アルバム
| アルバム・ | 発売日         | タイトル | 規格 | 規格品番 | 収録曲 | 備考         |
| 1st        | 2024年11月27日 | ぽかぽか | CD   | -        | 1. life is beautiful 2. ひとしずく 3. おかえり 4. RMS 5. ラララ 口ずさみながら 6. ポップコーン・パーティ 7. Sky High 8. 青空ディベルティメント 9. thanks to you 10. 一歩進めば | - 会場限定盤 |

### その他コラボ作品
| 発売日        | 名義           | タイトル       | 規格 | 規格品番 | 備考                                                         |
| 2024年6月15日 | Akane×槐-enju- | 「Vice Versa」 | CD   | -        | - たかはしごう & 槐-enju- CD「BREAK OUT」収録曲 - 会場限定盤 |

### 参加作品
| リリース日    | タイトル                                                       | 備考                                                                                   |
| 2020年12月8日 | 神聖かまってちゃん「僕の戦争」                                 | 「進撃の巨人 The final season」オープニング曲                                          |
| 2021年9月10日 | TVアニメ「迷宮ブラックカンパニー」オリジナル・サウンドトラック |                                                                                        |
| 2024年1月1日  | Masaki.「灯火 -TOMOSHIBI-」                                    |                                                                                        |
| 2024年3月1日  | 「ジャンヌの裁き」オリジナルサウンドトラック                   | [参加楽曲] - 審査会長 - 越前剛太郎 - アメちゃん！ - 99.9%に埋もれた真実 - 正義は今だ！ |
| 2024年8月17日 | KANE「OLD BLUE (feat.LAZE&SORA)」                              | KANE 1st EP「+1」収録曲                                                                |
| 2025年7月6日  | キタニタツヤ「まなざしは光」                                   | TVアニメ「薫る花は凛と咲く」オープニング曲                                             |

### 配信サービス公式プレイリスト選出実績
| 配信サービス | 公式プレイリスト名 | 曲数  | 選出楽曲           | 確認日        |
| Apple Music  | ジャズシーン：日本 | 100曲 | Bright tone        | 2024年6月10日 |
| Spotify      | Modern Jazz Japan  | 50曲  | Bright tone        | 2024年6月10日 |
| Apple Music  | ジャズシーン：日本 | 100曲 | 月明かり照らす夜に | 2024年7月3日  |
| Apple Music  | ジャズシーン：日本 | 100曲 | スターメイカー     | 2024年7月31日 |

### 楽曲使用実績
| 使用時期                                       | 使用場面                                          | 楽曲・メディア                                             |
| ---------------------------------------------- | ------------------------------------------------- | ---------------------------------------------------------- |
| 2024年5月7日                                   | テレビ東京「開運!なんでも鑑定団」                 | Drive portion!                                             |
| 2024年6月4日                                   | テレビ東京「開運!なんでも鑑定団」                 | First spring                                               |
| 2024年8月17日                                  | TBS「サタデープラス」                             | Bright tone                                                |
| 2024年8月1日-10月31日                          | JAL国際線 機内オーディオプログラム                | Cheer Up（アルバム全曲）                                   |
| 2024年10月20日                                 | NHK BS 「釣りびと万歳」                           | Bright tone                                                |
| 2024年12月2,9,16,23,30日 2025年1月6,13,20,27日 | NHK Eテレ「趣味どきっ」 開運！神秘のちから 縁起物 | Drive portion!（オープニング） Bright tone（エンディング） |

## ライブ・演奏イベント出演

### Akane名義
ワンマンライブ
- 2021年9月20日 - AkaneワンマンLive (音楽ピクニック広場RISM) ※RISMライブ第1回、RISMオープニングライブ
- 2021年11月20日 - AkaneワンマンLive (音楽ピクニック広場RISM) ※RISMライブ第2回
- 2022年3月12日 - AkaneワンマンLive (音楽ピクニック広場RISM) ※RISMライブ第3回
- 2022年5月28日 - AkaneワンマンLive (音楽ピクニック広場RISM) ※RISMライブ第4回
- 2022年6月18日 - AkaneバースデーワンマンLive (音楽ピクニック広場RISM) ※RISMライブ第5回
- 2022年8月12日 - Bright toneリリース記念ワンマン〜Ride the updraft〜 (六本木CLAPS)
- 2022年11月23日 - AkaneワンマンLive (音楽ピクニック広場RISM) ※RISMライブ第6回
- 2023年2月25日 - AkaneワンマンLive (markVI MEJIRO)
- 2023年5月13日 - AkaneワンマンLive (音楽ピクニック広場RISM) ※RISMライブ第7回
- 2023年6月9日 - Akane Birthday Live 2023 (六本木CLAPS)
- 2023年7月15日 - あかねこ団限定無料ライブ&オフ会
- 2023年11月25日 - AkaneワンマンLive (音楽ピクニック広場RISM) ※RISMライブ第8回
- 2024年2月17日 - AkaneワンマンLive (音楽ピクニック広場RISM) ※RISMライブ第9回
- 2024年6月14日 - Akane 1st album レコ発 LIVE ～Cheer Up～ (六本木CLAPS)
- 2024年9月22日 - Akaneクラリネットソロライブ in 新潟 (新潟市 敬和学園高等学校チャペル)
- 2024年9月28日 - Akane LAST RISM Live (音楽ピクニック広場RISM) ※RISMライブ第10回、本川越RISMではラスト

- 2025年6月20日 - Akane 28th Birthday LIVE & あかねこ団Fan meeting (埼玉・朝霞 音楽barスマイルLABO) ※RISMライブ第11回

主催ライブ
- 2025年8月3日 - Chamomile ReleaseParty (青山月見ル君想フ) - The Folie Phantomとの共同主催ライブ

その他ライブ・イベント
2021年
- 1月6日 - タクティカート新春オンライン音楽祭2021 (Youtube)
- 12月24日 - Akane&arisaクリスマスディナーショー (笹塚 魔法とアートのサーカス場)
- 12月28日 - Masaki.&RISM House Band ゲスト出演  (音楽ピクニック広場RISM)

2022年
- 2月5日 - 東京クラリネットフェスティバル (メルパルク東京ホール)[8]
- 6月18日 - 杜のピアノ in 川越八幡宮 (川越八幡宮)
- 7月1日 - しんえん (新宿御苑rosso)
- 9月16日 - しんえん凱旋公宴 (渋谷womb)
- 10月29日 - Masaki. 作品集アルバム発表記念バースデーコンサート (銀座TACT)
- 11月3日 - しんえん (新宿御苑rosso)
- 12月25日 - Tarihon Christmas live (御茶ノ水KAKADO)
- 12月26日 - 「Mixa音楽祭」予選 (Mixalive TOKYO)

2023年
- 1月7日 - 「Mixa音楽祭」決勝大会 (Mixalive TOKYO)[18]
- 1月24日 - 辻本美博47都道府県TOUR 千葉公演「Chemical reaction by Join&Joyful」 友情出演 (柏Thumb Up)
- 3月9日 - 東京クラリネットフェスティバル2023 (ブルーノート東京)[19]
- 3月15日 - オープンマイク&セッション ゲスト出演  (音楽ピクニック広場RISM)
- 4月15日 - OTOROJI Street Live  (日比谷OKUROJI)
- 4月22日 - SNS EXPO 2023 (大阪 万博記念公園)
- 5月4日 - 子ども食堂そらのレストラン (ウニクス川越)
- 6月24,25日 - Masaki. & SOU-travelerZ LIVE&交流session 福岡公演 (24日：ライブバーマイケル、25日：The 3rd place)
- 6月26日 - Masaki. & SOU-travelerZ LIVE&交流session 佐賀公演 (奏楽庭(そらにわ))
- 7月7日 - 第2回Specialコラボレーションコンサート (音楽ピクニック広場RISM)
- 7月29日 - Summer Festival AkaneプチLIVE (ポルシェセンター横浜青葉)
- 9月16日 - ストリート音楽フェス2023 (池袋西口公園野外劇場 グローバルリングシアター)
- 9月30日 - 第3回Specialコラボレーションコンサート with Project ORIGIN (音楽ピクニック広場RISM)
- 10月14日 - すみだストリートジャズフェスティバル (タワーレコード錦糸町パルコ店)
- 11月15,17日 - Inter BEE 2023 (幕張メッセ) d&b audiotechnikブースに出演

2024年
- 4月11日 - RISE Fes.2024 (Veats Shibuya)
- 5月11日 - 一日店長イベント (高円寺三角地帯)
- 5月15日 - 和響座 独創和文化パフォーマンス (万座温泉 日進舘)
- 8月17日 - ガモスイ × Akane、大野まりか (滝野川西区民センター) Bright toneの吹奏楽バージョン初演
- 9月14日 - 中原みづきバースデーライブ ゲスト出演 (目白 Cafe & Diner Offza)
- 10月9日 - マサヨシ秋のファン祭り (六本木 GT LIVE TOKYO)
- 10月13日 - 横濱ジャズプロムナード2024 Playwright Show Case ゲスト出演 (横浜赤レンガ倉庫1号館ホール)
- 10月19日 - すみだストリートジャズフェスティバル (タワーレコード錦糸町パルコ店)
- 11月9日 - Akane アルバム「Cheer Up」リリースイベント (ヨドバシカメラ梅田2階 Links広場)
- 12月30日 - 音楽旋士☆メロディマン 忘年会LIVE (川越ROTOM)  新キャラクター「フレッフレ＊あかネッコ」（以下、あかネッコ）が出演。Akaneの飼い猫との事。

2025年
- 1月5日 - 音楽旋士☆メロディマン 新年会LIVE (川越ROTOM)  「フレッフレ＊あかネッコ」が出演。
- 1月10日 - The Folie Phantom 5th Anniversary「我が道を愛して早5年」(青山月見ル君想フ)
- 1月18日 - チノテタむじすぁんコングレスvol.2（横浜Laule'a Rainbow）
- 1月19日 - アートフェスタふじみ野（埼玉県ふじみ野市ステラ・ウェスト） あかネッコが出演。
- 3月25日 - 日本酒ビール飲み放題付きLIVEセッション（渋谷　日本酒専門店　壺の中）
- 3月30日 - ヌビア生誕祭2025（八王子　アートスペースKEIHO）
- 4月5日 - ジャムセッション（都立大学 JAMMIN' ）
- 4月25日 - メロディマン ファンミーティングLIVE（川越ROTOM)   あかネッコが出演。
- 5月4日 - 蘭舞祭三十周年記念公演（ステラ・ウェスト） あかネッコが出演。
- 5月18日 - Tokyo Tokyo Delicious Museum （東京・有明　シンボルプロムナード公園）
- 7月8日 - Jazz Clarinet 8重奏 (東京・赤坂 Jazz Dining B-flat)

### Clarinet Guild FANTASIA
- 2021年12月4日 - TYPE 9 by Clarinet Stars Japan (青山月見ル君想フ)
- 2022年8月28日 - Clarinet Guild FANTASIA Frag.1 レコ発Live 広島公演 (Live Space Reed) マリィ凛(ソロ)との対バン ゲスト：山田夕果、笠岡里沙
- 2022年9月10日 - Clarinet Guild FANTASIA Frag.1 レコ発Live 東京公演 (KOENJI HIGH) ゲスト：SHUN、ヨウスケ
- 2023年3月12日 - 第36回日本クラリネットフェスティバルin名古屋 (名古屋音楽大学　めいおんホール)
- 2023年4月22日 - SNS EXPO 2023 (大阪 万博記念公園)
- 2023年8月26日 - Clarinet Guild FANTASIA Frag.2 名古屋公演 (REFLECT HALL) ゲスト：橋本眞介
- 2023年8月27日 - 刈谷城盛り上げ隊コラボステージ(刈谷ハイウェイオアシス オアシスステージ)
- 2023年9月9日 - Clarinet Guild FANTASIA Frag.2 東京公演 (浅草VAMPKIN) ゲスト：辻本美博
- 2024年4月29日 - YOUR MUSIC PARTY 2024 (池袋エンタメ横丁)
- 2024年6月15日 - Akane×槐-enju-Double Birthday Live「Vice Versa」（逆もまた然り）(青山月見ル君想フ)
- 2024年8月18日 - Clarinet Guild FANTASIA Frag.3 東京公演 (青山月見ル君想フ) ゲスト：赤坂達三
- 2025年1月25日 - Clarinet Guild FANTASIA Frag.3 大阪公演 (大阪 Bar TONE8.0-BASEMENT Gallery) ゲスト：佐藤宏樹

### ROOOOMS
- 2024年2月19日 - mini Rooooms for tours in 2024 (KMアートホール)
- 2024年3月13日 - mini Rooooms in March 2024 (シンフォニーサロン)
- 2024年3月23日 -TOUR BY ROOOOMS!! in March 2024 埼玉公演 (フェリーチェ音楽ホール)
- 2024年3月27日 -TOUR BY ROOOOMS!! in March 2024 千葉公演 (J:COM浦安音楽ホール スタジオA)
- 2024年4月14日 - ROOOOMS全国ツアー2024 横浜公演 (横浜市旭区民文化センター サンハート音楽ホール)
- 2024年6月16日 - ROOOOMS全国ツアー2024 大阪公演 (PLUSWIN ビレボア)
- 2024年6月23日 - ROOOOMS全国ツアー2024 長野公演 (茅野市民館コンサートホール)
- 2024年6月30日 - ROOOOMS全国ツアー2024 東京公演 (Mixalive TOKYO - Hall mixa)
- 2024年11月27日 - Tour by ROOOOMS 1st album"ぽかぽか"レコ発記念ツアー 名古屋公演（名古屋市昭和文化小劇場）
- 2024年12月2日 - Tour by ROOOOMS 1st album"ぽかぽか"レコ発記念ツアー 埼玉公演（西川口Hearts）
- 2024年12月25日 - Tour by ROOOOMS 1st album"ぽかぽか"レコ発記念ツアー 横浜公演（戸塚区文化センターさくらプラザホール）
- 2024年12月27日 - Tour by ROOOOMS 1st album"ぽかぽか"レコ発記念ツアー 青梅公演（S&Dたまぐーセンター多目的ホール）
- 2024年12月28日 - Tour by ROOOOMS 1st album"ぽかぽか"レコ発記念ツアー 千葉公演（プラッツ習志野市民ホール）

### ライブサポート
- 2024年6月29日 - 南川ある ミニクラシックコンサート (荒川区民会館 サンパール荒川 小ホール)
- 2025年2月2日 - 南川ある BIRTHDAY TOUR 2025「あるは芸歴２５年目。」(座・高円寺2)

## 出演（ライブ・イベント以外）

### 新聞・書籍・冊子
- クラリネット専門誌「The Clarinet」
  - 「The Clarinet vol.74」(2021年9月10日)- YouTubeチャンネルの紹介コーナーに掲載[20]。
  - 「The Clarinet 号外」(2022年2月5日) - 東京クラリネットフェスティバルのパンフレット[21]。
  - 「The Clarinet vol.75」(2022年3月10日) - 東京クラリネットフェスティバルのレポートに掲載[22]。
- ポルシェニュース「911 DAYS vol.93」(2023年9月7日) - ポルシェセンター横浜青葉で開催されたSummer Festivalの様子が掲載[23]。
- 広島県備後地区および岡山県の経済情報誌「経済リポート 1817号」(2023年9月1日) - Clarinet Guild FANTASIAとして、活動内容およびFrag.2 東京公演の紹介[24]。

### CM
- 2021年6月26日-7月25日 「TIKTOKER原宿ジャック!!」(ラフォーレ原宿前巨大ビジョン)
- 2022年8月1日-31日 レイリの楽曲「ぼくとキミのものがたり」PRモデル (JR原宿駅NewDays前ビジョン)[25]
- 2023年12月1日- JRA CM「HERO IS COMING. 「ビッグバンド」編　有馬記念」CM内のオーケストラの一員として参加。

### 舞台
- 2023年5月7日 Project ORIGIN 第一回主催公演 「不思議の国のアリス」Queen’s Band演奏家役 (座・高円寺2)
- 2024年8月10-11日　「音楽ヒーローショー×生演奏コンサート　〜みんなのハーモニーで心をつなぐ〜音楽旋士☆メロディマン」メロディタウンのクラリネット奏者役(座・高円寺2)
- 2025年5月6日 Project ORIGIN 第二回主催公演 「音楽舞踏劇 浦島太郎」海の演奏家役（東京・王子 北とぴあ　つつじホール）

## 関連商品

### 楽譜(Akane名義)
- 「Bright tone」クラリネットソロ楽譜(B♭ & C)(ピアノ伴奏譜&カラオケCD付) (ロケットミュージック)
- 「宝島 / T SQUARE」クラリネットソロ楽譜(ピアノ伴奏譜&カラオケCD付) (ロケットミュージック)　同曲の編曲を担当。
- 「ケセラセラ / Mrs. GREEN APPLE」クラリネットソロ楽譜(ピアノ伴奏譜&カラオケCD付) (ロケットミュージック)　同曲の編曲を担当。

### 楽譜(Clarinet Guild FANTASIA名義)
- 「3月9日 / レミオロメン」クラリネット四重奏楽譜 (ロケットミュージック)

### その他商品
- Akaneオリジナルバレル  (管工房「ゆかり」)
- Y’no 管楽器ケースバッグ 限定プレミアムモデル マデイラレッド、Akaneモデル